# Diocèse de Rzeszów

Le diocèse de Rzeszów (en latin : Dioecesis Calissiensis) est un diocèse catholique de Pologne de la province ecclésiastique de Przemyśl, dont le siège est situé à Rzeszów. Le diocèse comprend la partie occidentale de la voïvodie de Basses-Carpates. En 2022, son territoire est divisé en 25 doyennés et 246 paroisses, servis par 795 prêtres (672 diocésains et 123 religieux). L'évêque actuel est Jan Wątroba (de), depuis 2013.

## Historique
Le diocèse de Rzeszów a été créé le 25 mars 1992 à partir de territoires prélevés dans les diocèses de Przemyśl et celui de Tarnów, par le pape Jean-Paul II avec la bulle Totus tuus Poloniae populus.

Localisation du diocèse.
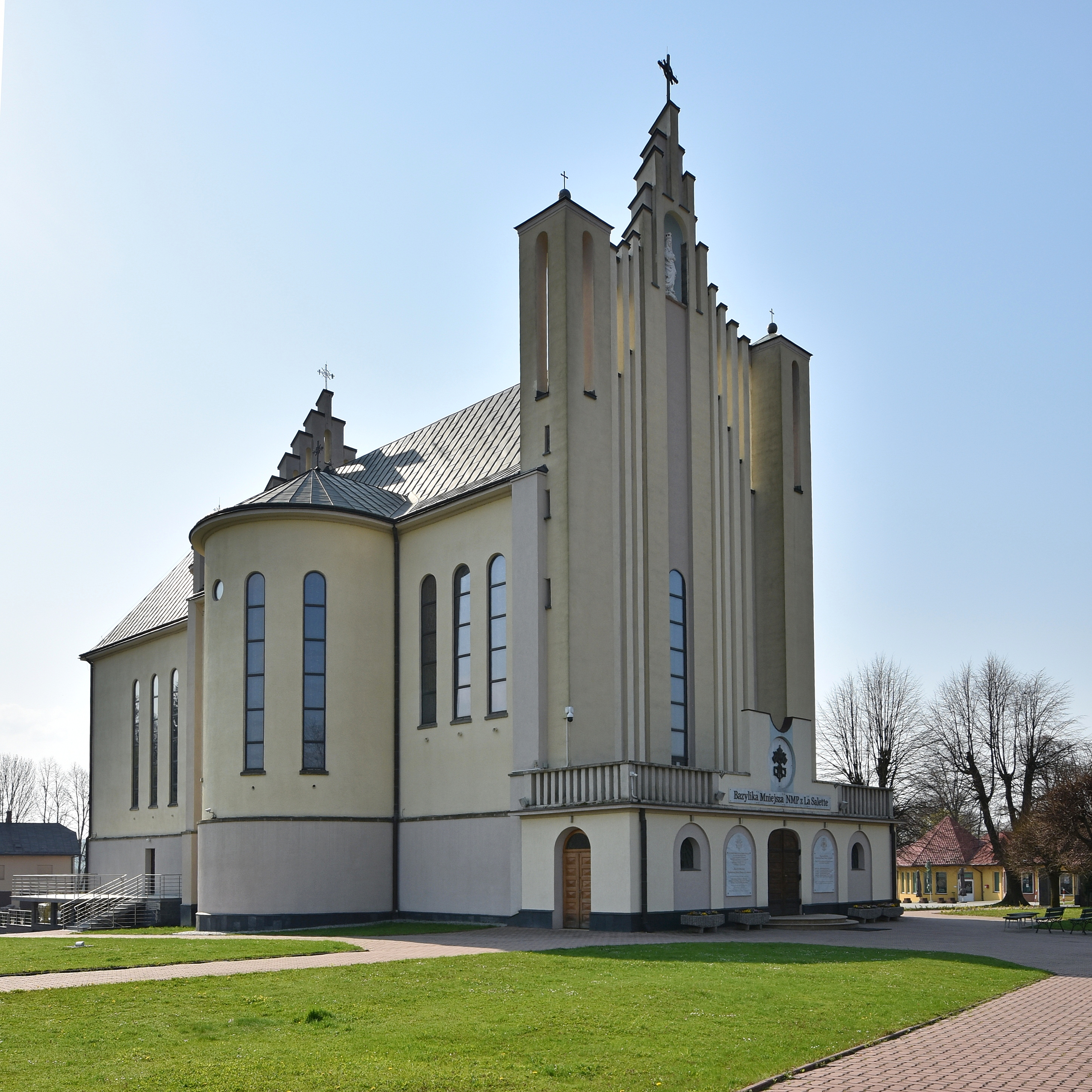
La basilique Notre-Dame-de-La-Salette de Dębowiec.

## Églises principales du diocèse de Rzeszów
La cathédrale du Sacré-Cœur-de-Jésus (pl) (en polonais : Katedra Najświętszego Serca Pana Jezusa) est la cathédrale de Rzeszów.
Basiliques mineures :
- Basilique Notre-Dame-de-La-Salette (en polonais : Bazylika Matki Bozej Saletynskiej) de Dębowiec.
- Basilique de la Nativité-de-la Bienheureuse-Vierge-Marie (en polonais : Bazylika Narodzenia Najświętszej Marii Panny) de Gorlice.
- Basilique de l'Assomption-de-la-Bienheureuse-Vierge-Marie (en polonais : Bazylika Wniebowzięcia Najświętszej Marii Panny) de Rzeszów.

## Évêques
- Kazimierz Górny, du 25 mars 1992 jusqu'au 14 juin 2013,
- Jan Wątroba (de), depuis le 14 juin 2013.

- Évêques auxiliaires :
  - Edward Eugeniusz Bialoglowski, depuis le 25 mars 1992.